# Чикань
Чика́нь (кит. упр. 赤坎, пиньинь Chìkǎn) — район городского подчинения городского округа Чжаньцзян провинции Гуандун (КНР).

## История
Исторически это были земли уезда Суйси. В 1899 году они вошли в состав французского сеттльмента Гуанчжоувань. После возвращения Гуанчжоувань под китайскую юрисдикцию и переименования его в город Чжаньцзян в 1946 году был создан район Чикань. В 1953 году он был расформирован.
После объединения в 1983 году города Чжаньцзян и округа Чжаньцзян в городской округ Чжаньцзян район Чикань был создан вновь.

## Административное деление
Район делится на 8 уличных комитетов.